# Магомэ (станция)
Станция Магомэ (яп. 馬込駅 магомэ эки) — железнодорожная станция на линии Асакуса, расположенная в специальном районе Ота в Токио. Станция обозначена номером A-02; открыта 15 ноября 1968 года. На станции установлены автоматические платформенные ворота.

## Планировка станции
Одна платформа островного типа и два пути.
| 1 | ○ Линия Асакуса | Ниси-Магомэ                                                                             |
| 2 | ○ Линия Асакуса | Готанда, Сэнгакудзи, Нихонбаси, Осиагэ, Аэропорт Нарита, Инба-Нихон-Идай, Сибаяма-Тиёда |

## Близлежащие станции
| «                  |  | Линия         |  | »               |
| ------------------ |  | ------------- |  | --------------- |
| Ниси-Магомэ (A-01) |  | Линия Асакуса |  | Наканобу (A-03) |